# 中国共产党湖北省委员会
中国共产党湖北省委员会，简称中共湖北省委，是中国共产党在湖北省的领导机关。
中共湖北省委由中国共产党湖北省代表大会选举产生，并在代表大会闭会期间，执行中国共产党中央委员会的指示和中国共产党湖北省代表大会的决议，领导湖北省的工作，定期向中国共产党中央委员会报告工作。目前，王忠林担任该委员会书记，李殿勋、诸葛宇杰担任该委员会副书记。

## 职责
根据《中国共产党地方委员会工作条例》，中国共产党地方委员会主要实行政治、思想和组织领导，承担下列职能：
1. 对本地区重大问题作出决策。
2. 通过法定程序使党组织的主张成为地方性法规、地方政府规章或者其他政令。
3. 加强对本地区宣传思想文化工作的领导，牢牢掌握意识形态工作领导权、话语权。
4. 按照干部管理权限任免和管理干部，向地方国家机关、政协组织、人民团体、国有企事业单位等推荐重要干部。
5. 支持和保证人大、政府、政协、法院、检察院、人民团体等依法依章程独立负责、协调一致地开展工作，发挥这些组织中党组的领导核心作用。
6. 加强对本地区群团工作和统一战线工作的领导。
7. 动员、组织所属党组织和广大党员，团结带领群众实现党的目标任务。

## 机构设置
根据《湖北省机构改革方案》，中国共产党湖北省委员会设置工作机关15个，工作机关管理的机关（副厅级）2个。中共湖北省委设置下列机构：
- 中共湖北省委办公厅

### 职能部门
- 中共湖北省委组织部
- 中共湖北省委宣传部
- 中共湖北省委统一战线工作部
- 中共湖北省委政法委员会

（省委办公厅挂省档案局牌子；组织部挂省公务员局牌子；宣传部挂省新闻出版局(省版权局)、省政府新闻办公室、省精神文明建设指导委员会办公室、省电影局牌子；统一战线工作部挂省政府侨务办公室牌子；网络安全和信息化委员会办公室挂省互联网信息办公室牌子。）

### 办事机构
- 中共湖北省委政策研究室
- 中共湖北省委国家安全委员会办公室
- 中共湖北省委网络安全和信息化委员会办公室
- 中共湖北省委外事工作委员会办公室
- 中共湖北省委机构编制委员会办公室
- 中共湖北省委军民融合发展委员会办公室
- 中共湖北省委台湾工作办公室
- 中共湖北省委巡视工作领导小组办公室
- 中共湖北省委信访局

（省委全面深化改革委员会办公室设在省委政策研究室。省委全面依法治省委员会办公室设在省司法厅。省委财经委员会办公室设在省委政策研究室。省委审计委员会办公室设在省审计厅。省委教育工作领导小组秘书组设在省教育厅。省委农村工作领导小组办公室设在省农业农村厅。省委台湾工作办公室挂省人民政府台湾事务办公室牌子。外事工作委员会办公室挂省人民政府外事办公室、省人民政府港澳事务办公室牌子。省委网络安全和信息化委员会办公室挂省互联网信息办公室牌子。）

### 派出机关
- 中共湖北省委直属机关工作委员会

（省委教育工作委员会与省教育厅合署办公，不计入机构限额。）

### 直属事业单位
- 中共湖北省委党校
- 《湖北日报》社
- 湖北社会主义学院
- 中共湖北省委党史研究室
- 湖北省档案馆

（省委党校挂湖北行政学院牌子。湖北社会主义学院挂湖北中华文化学院牌子。）

### 工作机关管理的机关
- 中共湖北省委机要和保密局，由省委办公厅管理。
- 中共湖北省委老干部局，由省委组织部管理。

（省委机要和保密局挂省国家保密局、省国家密码管理局牌子。）

## 历届组成人员
中华人民共和国建国初期（1949年5月—1956年7月）
- 书记：李先念（1949年5月—1954年5月）、王任重（1954年5月—1956年7月）[4]

第一届省委（1956年7月—1960年4月）
- 第一书记：王任重
- 书记处书记：张平化（—1959年）、张体学、王延春、赵辛初、许道琦、王树成、刘仰峤（1959年—）

第二届省委（1960年4月—1966年5月）
- 第一书记：王任重
- 第二书记：张体学（1965年5月—）
- 常务书记：张体学（1960年10月—）
- 书记处书记：张体学（1960年4月—1960年10月）、王延春（—1965年5月）、刘仰峤（1960年4月—1961年；1963年—1964年）、赵辛初（—1965年8月）、许道琦、王树成、宋侃夫、杨锐（1961年—）、王玉珍（1964年—）
- 候补书记：姜一（1964年—）

第三届省委（1970年3月—1976年10月）
- 第一书记：曾思玉（—1975年7月）、赵辛初（1975年7月—）
- 第二书记：刘丰（1971年3月—1972年2月）、王六生（1972年2月—））
- 书记：张体学（1971年3月—1973年9月）、张玉华、孔庆德、姜一、潘振武（1971年3月—）、赵修（1972年12月—）、韩宁夫、宋侃夫（1972年12月—）

第三届省委（1976年10月—1983年11月）
- 第一书记：赵辛初（—1978年8月）、陈丕显（1978年8月—1982年）
- 第二书记：陈丕显（1977年7月—1978年6月）、韩宁夫（1982年8月—1983年2月）
- 常务书记：王全国（1982年11月—1983年12月））
- 书记：张玉华（1982年11月—1983年12月）、孔庆德（—1978年8月）、姜一（—1977年7月）、潘振武（—1983年）、赵修（—1977年4月）、韩宁夫（—1983年2月）、王克文（—1978年1月）、宋侃夫（—1977年5月）、顾大椿（1977年5月—）、李任之（1978年10月—1982年8月）、许道琦（1978年3月—1982年8月）、黄知真（1978年10月—）、黎韦（1982年8月—1983年2月）、沈因洛（1982年10月—）

第四届省委（1983年12月—1988年12月）
- 书记：关广富（1983年2月—）
- 副书记：王全国（—1985年）、黄知真（—1985年12月）、沈因洛（—1985年12月）、王群、钱运录、郭振乾（1985年12月—）、赵富林（1985年12月—）

第五届省委（1988年12月—1993年12月）
- 书记：关广富
- 副书记：郭振乾、赵富林、钱运录

第六届省委（1993年12月—1998年10月）
- 书记：关广富（~1994年11月）、贾志杰（1994年11月~1998年10月）
- 副书记：贾志杰、回良玉、钱运录、蒋祝平（1995年2月~1998年10月）

第七届省委（1998年10月—2002年6月）
- 书记：贾志杰（1998年10月—2000年12月）、蒋祝平（2000年12月—2001年12月）、俞正声（2001年12月—2002年6月）
- 副书记：蒋祝平（1998年10月—2000年12月）、罗清泉(1999年1月—2002年6月）、张国光(2000年12月—2002年6月）、钱运录（1998年10月—1998年12月）、杨永良、王生铁

第八届省委（2002年6月—2007年6月）
- 书记：俞正声
- 副书记：罗清泉、杨永良、黄远志、邓道坤、张国光(2002年6月—2004年2月,2004年2月因受贿被开除党籍，后被判刑11年）
- 常务委员：俞正声、罗清泉、杨永良、黄远志、邓道坤、宋育英、陈训秋、贾富坤、苏晓云、周坚卫、孙志刚、张昌尔[5]

第九届省委（2007年6月—2012年6月）
- 书记：俞正声（2007年6月—2007年10月）、罗清泉（2007年10月—2010年12月）、李鸿忠（2010年12月—2012年6月）
- 副书记：罗清泉（2007年6月—2007年10月）、李鸿忠（2007年12月—2010年12月）、王国生（2010年12月—2012年6月）、杨松
- 常务委员：俞正声（2007年6月—2007年10月）、罗清泉（2007年6月—2010年12月）、李鸿忠（2007年12月—2012年6月）、王国生（2010年12月—2012年6月）、宋育英、苏晓云、苗圩、张昌尔、苑世军、阮成发、李明波、潘立刚、汤涛、吴永文

第十届省委（2012年6月—2017年6月）
- 书记：李鸿忠（2012年6月—2016年9月）、蒋超良（2016年10月—）
- 副书记：王国生（—2016年6月）、张昌尔（—2016年4月）、王晓东（2016年4月—）、陈一新（2017年1月—）
- 常务委员：李鸿忠（—2016年9月）、王国生（—2016年6月）、王晓东、阮成发（—2016年12月）、侯长安（—2017年3月）、傅德辉、黄楚平、冯晓林（2014年11月—）、梁惠玲（女）（2015年4月—2016年12月）、梁伟年（2015年4月—）、范锐平（—2013年5月）、陈大民（回族）（—2014年7月）、楼阳生（—2014年7月）、张岱梨（女）（—2015年4月）、尹汉宁（—2015年4月）、王君正（2013年7月—2016年1月）、贺家铁（2014年9月—2016年2月，因严重违纪受到撤销党内职务、行政撤职处分）、张昌尔（—2016年4月）、于绍良（2016年2月—）、蒋超良（2016年10月—）、任振鹤（2016年12月—2017年2月）、周霁（2016年12月—）、尔肯江·吐拉洪（维吾尔族，2017年3月—）、王艳玲（女，2017年3月—）、王立山（2017年3月—）[6]

第十一届省委（2017年6月—2022年6月）
- 书记：蒋超良（—2020年2月）、应勇（2020年2月—2022年3月）、王蒙徽（2022年3月—）
- 副书记：王晓东（—2021年4月）、陈一新（—2018年3月）、马国强（2018年3月—2020年2月）、王瑞连（2020年10月—2021年3月）、王忠林（2021年4月—）、李荣灿（2022年3月—）
- 常务委员：蒋超良（—2020年2月）、王晓东（—2021年4月）、陈一新（—2018年3月）、尔肯江·吐拉洪（维吾尔族）、黄楚平（—2021年1月）、王艳玲（女）、于绍良（—2018年7月）、梁伟年（—2020年2月）、王立山（—2021年2月）、周霁（—2020年12月）、王祥喜（—2019年3月）、李乐成（—2021年10月）[7]、马涛（2018年1月—2021年9月）、马国强（2018年3月—2020年2月）、王瑞連（2018年10月—2021年3月）、罗永纲（2019年4月—2019年10月）、王贺胜（2020年2月—2021年5月）、应勇（2020年2月—2022年3月）、王忠林（2020年2月—）、许正中（2020年7月—）、李荣灿（2021年4月—）、侯淅珉（2021年5月—）、谢东辉（2021年9月—）、郭元强（2021年9月—）、董卫民（2021年10月—）、张文兵（2021年12月—）、王蒙徽（2022年3月—）

第十二届省委（2022年6月至今）
- 书记：王蒙徽（—2024年12月）、王忠林（2024年12月—）
- 副书记：王忠林（—2024年12月）、李荣灿（—2023年1月）、诸葛宇杰（2023年3月—）、李殿勋（2024年12月—）
- 常务委员：王蒙徽（—2024年12月）、王忠林、李荣灿（—2023年1月）、侯淅珉、郭元强、许正中（—2023年5月）、张文兵、董卫民（—2023年8月）、肖菊华（女，—2024年11月）、宁咏、王祺扬（—2024年12月）、陈新武（—2023年7月）、周月星（2022年9月—2024年5月）、诸葛宇杰（2023年3月—）、琚朝晖（2023年5月—）、邵新宇（2023年9月—2025年4月）、吴海涛（2023年11月—）、郦斌（2024年5月—）、王林虎（2024年11月—）、李殿勋（2024年12月—）、彭勇（2025年2月—）、何良军（2025年7月—）